# 2015 في أوكرانيا
فيما يلي قوائم الأحداث التي وقعت خلال عام 2015 في أوكرانيا.

## سياسة

### تعيين في المنصب
- 15 مايو – رفعت شوباروف نائب الشعب الأوكراني [الإنجليزية]‏.
- 30 مايو – ميخائيل ساكاشفيلي Odesa Regional Administration  [لغات أخرى]‏.

### انتهاء فترة المنصب
- 14 يناير – ألكساندر تورتشينوف نائب الشعب الأوكراني [الإنجليزية]‏.
- 22 ديسمبر – زلاتا أونيفيتش نائب الشعب الأوكراني [الإنجليزية]‏.

## أفلام
من الأفلام التي صدرت هذه السنة في أوكرانيا:
- 1 يناير – الكفاح من اجل سيفاستوبول من إخراج Sergey Mokritskiy [الإنجليزية]‏.

## وفيات

### يونيو
- 26 يونيو – يفكيني بريماكوف (مواليد 1929) سياسي روسي.